# Shanghai Street Cats
Gli Shanghai Street Cats sono una squadra di football americano di Shanghai, in Cina.

## Dettaglio stagioni

### Tornei nazionali

#### Campionato

##### CNFL
| Stagione | regular season | regular season | regular season | regular season | regular season | regular season | playoff | playoff | playoff | playoff | playoff | playoff   | playoff    |
|          | Vin            | Par            | Per            | Tot            | PF             | PS             | Vin     | Per     | Tot     | PF      | PS      | risultato | avversaria |
| -------- | -------------- | -------------- | -------------- | -------------- | -------------- | -------------- | ------- | ------- | ------- | ------- | ------- | --------- | ---------- |
| 2019     | 0              | 0              | 3              | 3              | 0              | 122            | -       | -       | -       | -       | -       | -         | -          |
| 2020     | 0              | 0              | 4              | 4              | 14             | 84             | -       | -       | -       | -       | -       | -         | -          |
| Totale   | 0              | 0              | 7              | 7              | 14             | 206            | -       | -       | -       | -       | -       |           |            |

Fonti: Enciclopedia del Football - A cura di Roberto Mezzetti

##### CBL
| Stagione | regular season | regular season | regular season | regular season | regular season | regular season | playoff | playoff | playoff | playoff | playoff | playoff   | playoff          |
|          | Vin            | Par            | Per            | Tot            | PF             | PS             | Vin     | Per     | Tot     | PF      | PS      | risultato | avversaria       |
| -------- | -------------- | -------------- | -------------- | -------------- | -------------- | -------------- | ------- | ------- | ------- | ------- | ------- | --------- | ---------------- |
| 2016     | 2              | 0              | 0              | 2              | 56             | 6              | -       | -       | -       | -       | -       | -         | -                |
| 2017     | 4              | 0              | 0              | 4              | 139            | 6              | 1       | 0       | 1       | 24      | 12      | Campioni  | Shenyang Hunters |
| 2018     | 2              | 0              | 3              | 5              | 42             | 53             | -       | -       | -       | -       | -       | -         | -                |
| Totale   | 8              | 0              | 3              | 11             | 237            | 65             | 1       | 0       | 1       | 24      | 12      |           |                  |

Fonti: Enciclopedia del Football - A cura di Roberto Mezzetti

### Riepilogo fasi finali disputate
| Anno            | Luogo | Evento | Fase del torneo | Incontro                                | Risultato |
| 9 dicembre 2017 |       | CBL    | Finale          | Shanghai Street Cats - Shenyang Hunters | 24 - 12   |

## Palmarès
- 1 CBL (2017)